# روزت (یوتا)
روزت (به انگلیسی: Rosette) یک منطقهٔ مسکونی در ایالات متحده آمریکا است که در شهرستان باکس الدر، یوتا واقع شده‌است. روزت ۱٬۷۳۳٫۱۱ متر بالاتر از سطح دریا واقع شده‌است.